# Guy Coëme
Guy Coëme (Bettenhoven, 21 agosto 1946) è un politico belga vallone, membro del Partito Socialista.
Ex Ministro presidente della Vallonia, successivamente è stato più volte ministro del governo belga: ministro della difesa dal 1988 al 1992, vice primo ministro  e ministro delle comunicazioni e delle imprese pubbliche dal 1992 al 1994. Implicato nello scandalo di corruzione noto come Affare Agusta con altri noti politici nazionali è costretto a dimettersi dal suo mandato ministeriale e verrà in seguito condannato alla pena detentiva con una sospensione condizionale della stessa e il divieto temporaneo di coprire funzioni pubbliche.

## Biografia

### Formazione, ingresso in politica e attività ministeriale
Ha conseguito, nel 1968, una laurea in scienze politiche presso l'Università di Liegi, unendosi presto al movimento socialista, come un protetto di Edmond Leburton, nel quale ha fatto una rapida carriera politica. Nel corso di tutta la sua ascesa nel partito, venne considerato come funzionario competente e leale.  Nel 1970 lavorò per il segretario del partito del PS (poi PSB) e un anno dopo come assessore della città Borgworm. Nel 1972 diventa consigliere di Liegi e nel 1974 membro del Consiglio provinciale.
Nel febbraio 1981, per la prima volta in un breve periodo nella politica nazionale, diventa segretario della regione Vallonia, prima nel governo Martens IV e nel governo M. Eyskens (fino al settembre 1981). Nel 1981 viene eletto alla Camera dei Rappresentanti per Huy-Waremme, dove divenne un politico molto popolare, vincendo le elezioni tra il 1988 e il 1995, rimanendo membro del parlamento fino al 1996. Dal 1983 al 1988 è stato capo di partito deputato del PS, a prossimo presidente del partito Guy Spitaels, nel 1987 ha seguito Leburton come sindaco di Borgworm, posizione che ha mantenuto fino al 1996.
Quando, nel 1988, il PS fece un passo indietro nel governo, Coëme era ministro della difesa (governi Martens VIII e IX). Durante il suo ministero chiese una riduzione delle spese militari, e nel 1988 si oppose alla modernizzazione delle armi nucleari della NATO. Nella prima guerra del Golfo, nel 1991, ha sostenuto il Belgio, Francia e Gran Bretagna. Nel 1990 ha firmato e ratificato con 14 altri capi di stato una delle leggi sull'aborto più liberali del mondo.
Nel governo Dehaene nel 1992 fu designato, Vice Primo Ministro e Ministro dei Trasporti e dell'Imprese Pubbliche. Durante il suo mandato, un certo numero di imprese pubbliche vennero trasformate in società pubbliche autonome (SNCB, De Post e Belgacom), azione propedeutica per le successive privatizzazioni avvenute negli anni novanta e nel 2000.

### Questioni legali
Alla fine del 1993 fu tenuto sotto pressione a causa di un'inchiesta giudiziaria sullo scandalo Agusta, per il quale la magistratura chiese la revoca della sua immunità parlamentare. Nel gennaio 1994 si dimise dal governo, venendo sostituito da Elio Di Rupo. Poco dopo emersero le accuse dell'affare Uniop-Inusop. Tuttavia ricevette molti voti, sia nelle elezioni comunali del 1994 che nelle elezioni parlamentari nel 1995.
Nell'aprile 1996 venne condannato per corruzione nell'affare Uniop dalla Corte Suprema, e a due anni di libertà vigilata, la perdita dei diritti civili e politici per cinque anni e una multa di 60 000 franchi belgi. Ciò ha significato la provvisoria fine della sua carriera politica. Notevoli sono state le dichiarazioni pubbliche in suo sostegno ricevute da politici di rango del PS, come Philippe Moureaux, Claude Eerdekens, José Happart e Philippe Busquin, che lo hanno elogiato come politico esemplare, che non meritava tale condanna.
Nel dicembre 1998, tuttavia, venne condannato per corruzione passiva nell'affare Augusta Dassault, per l'acquisto di elicotteri militari da parte dell'esercito belga, acquisto avvenuto negli anni '80: gli vennero concessi due anni di libertà vigilata e, per cinque anni, la perdita dei diritti politici. In Belgio in caso di condanne multiple si applicava solo la pena più severa, questo significava che Coëme difficilmente avrebbe potuto ottenere una riduzione della sua precedente condanna nell'affare Uniop-Inusop. Dalla Corte Europea dei diritti dell'uomo ricevette una certa soddisfazione, in quanto la Corte riconobbe che il procedimento penale dinanzi alla Corte Suprema non venne condotto con chiarezza. 
Dopo la sua condanna Coëme divenne solo un membro del PS, ma gli venne conferito un mandato dall'Associazione per la Promozione intercomunale Liégeoises, un'associazione intercomunale di Liegi. In questo frangente creò la Canyon Consulting.

### Ritorno in politica
Tornato in possesso dei suoi diritti civili nell'aprile 2001, Coëme volle candidarsi alle elezioni federali del 2003, ma sorsero dei dubbi sulla ammissibilità. Nel 2003 venne approvata una legge che eliminò tale incertezza. Nel 2004 Coëme fu capolista del PS a Huy-Waremme ottenendo più di 20 000 voti di preferenza.
Alle elezioni parlamentari federali del giugno 2007, Guy Coëme è stato nuovamente eletto alla Camera dei rappresentanti, per la prima volta dopo la sua condanna, con quasi 30 000 voti preferenziali nella circoscrizione di Liegi. Nel giugno 2009, Coëme era di nuovo al telegiornale perché era stato annunciato che aveva fatturato 60 000 euro per incarichi di consulenza a un'associazione senza scopo di lucro, collegata alla società intercomunale per la quale aveva precedentemente lavorato. Tuttavia, è stato rieletto alle elezioni federali del 13 giugno 2010, questa volta con circa 20 000 voti preferenziali.
Nel 2012, Coëme ha deciso di abbandonare la politica. Alla Camera dei rappresentanti gli successe Christophe Lacroix, come sindaco da Jacques Chabot.